# Violette Morris
Violette Morris (Parigi, 18 aprile 1893 – Eure, 26 aprile 1944) è stata una pesista, giavellottista e calciatrice francese, nota per aver ottenuto numerosi record in varie discipline sportive.

## Biografia
Émilie Paule Marie Violette nasce a Parigi, nel VI arrondissement, da Élisabeth Marie Antoinette Sakakini e dal barone Pierre Jacques Morris, capitano di cavalleria e figlio di Louis-Michel Morris. Lei e sua sorella Louise (1891-1986) sono mandate a studiare all'Abbaye de Solières vicino a Huy. Fin da ragazza dimostra una notevole propensione per lo sport e pratica pugilato, nuoto, pallanuoto e ciclismo. Nel 1914 sposa Cyprien Edouard Joseph Gouraud, che parte in guerra pochi giorno dopo le nozze, e da cui divorzierà nel 1923.
Durante il periodo bellico s'impegna prima come soccorritrice sul fronte della Somme e poi come staffetta nella zona di Verdun. Nel 1917 muoiono entrambi i genitori, lasciandole un'eredità che le permette l'indipendenza economica. Libera nelle sue scelte, riprende l'attività sportiva e nel 1917 stabilisce il primo record francese nel getto del peso e inizia a giocare a calcio. Negli anni successivi comincia a vestirsi in modo maschile e a fumare, cosa che provoca scandalo nella Francia dell'epoca. Viene accusata sia di essere omosessuale, sia di essere un uomo travestito, visto che una vera donna non potrebbe mai raggiungere tutti i record sportivi da lei conquistati.

## Inizio della carriera sportiva
Il 21 aprile 1918 partecipa come portiera della squadra francese, alla prima partita internazionale ufficiale di calcio femminile, contro il Belgio. Nel 1919 s'iscrive alla Fédération des sociétés féminines sportives de France.
Dal 24 al 31 marzo 1921 vengono organizzati all'International Sporting Club di Montecarlo, quelli che vengono chiamate le Olimpiadi femminili. In questa occasione, dove partecipano circa 100 atlete provenienti da Francia, Inghilterra, Italia e Svizzera, Morris vince due medaglie d'oro, la prima battendo il record francese con il getto del peso a 16.29 m, e la seconda con il lancio del giavellotto a 41.53 m.

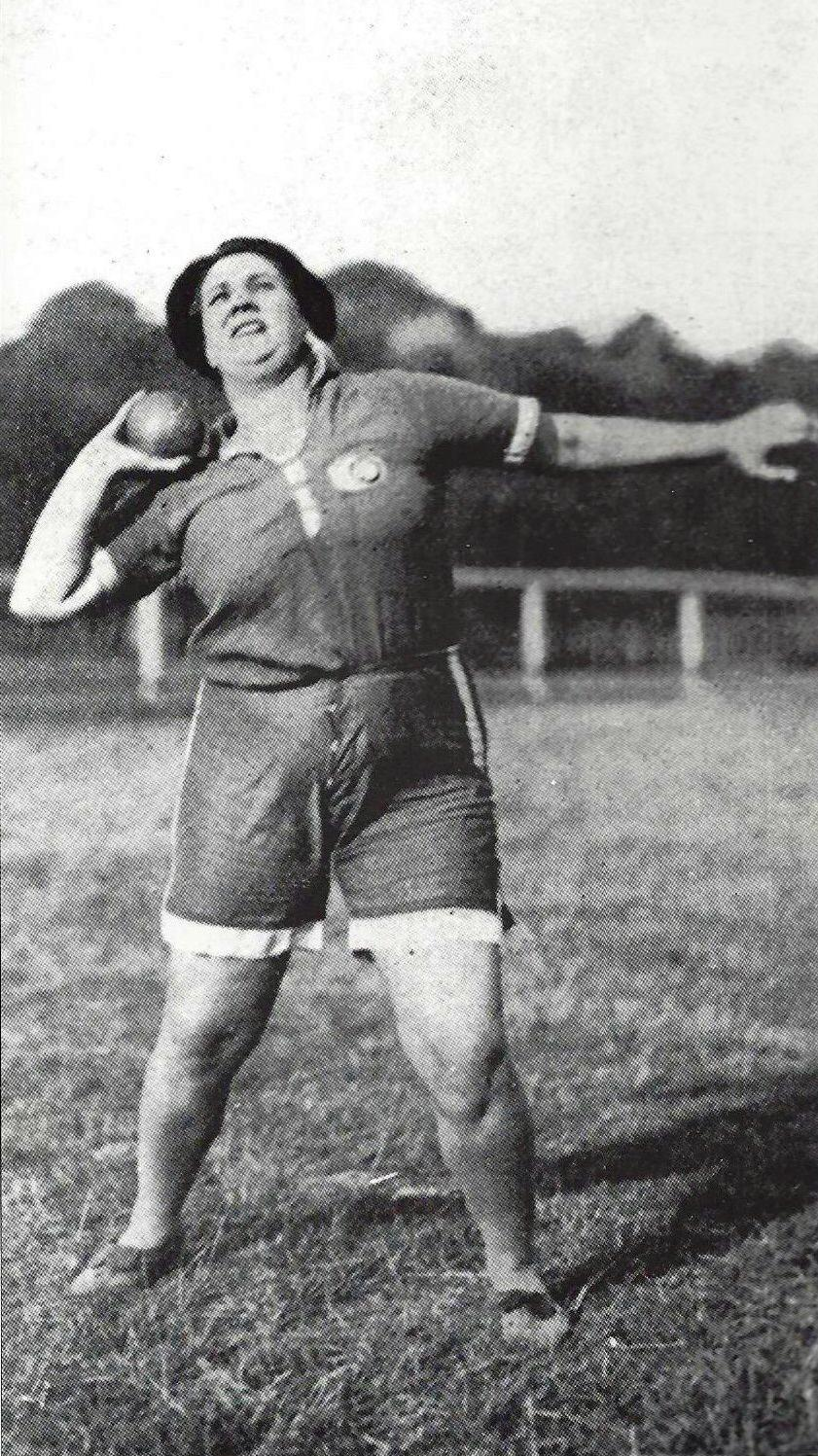
Violette Morris nel getto del peso (1920)

Nel 1922 si posiziona seconda nei campionati francesi di nuoto nella categorai dei 1000 m. Nell'agosto dello stesso anno partecipa ai primi Giochi olimpici femminili di Parigi, dove partecipano atlete provenienti da Cecoslovacchia, Francia, Gran Bretagna, Stati Uniti e Svizzera. Qui Morris ottiene la medaglia d'argento per il getto del peso, dietro l'americana Lucile Godbold, battendo il record europeo. In questa disciplina batterà il record mondiale nel 1923 e, l'anno successivo, batte di nuovo il record mondiale nel lancio del giavellotto arrivando a 30.10 m. Appassionata da tutti gli sport, batte dei record nel ciclismo e nel 1925 vince con la sua squadra, L'Olympique, anche il campionato francese di calcio femminile, ottenendo la coppa La Française.
Avendo imparato a guidare durante la prima guerra mondiale inizia anche a cimentarsi nelle gare automobilistiche. Nel giugno 1922 arriva prima nella Paris-les Pyrénées-Paris, nella categoria Autociclo 750 cmq e ripete il successo anche l'anno seguente nella gara Parigi-Nizza. Si cimenta anche nel motociclismo e nell'automobilismo arrivando terza nel Bol d'Or nella categoria 1100 cmq. Nel 1927 vince il Bol d'Or automobilistico sul circuito di Fontainebleau, guidando una BNC.

## Sospensione dalla Federazione sportiva femminile di Francia
Nel 1926 viene sospesa per due anni dalla federazione per sospetto dopaggio delle compagne, per insulti all'arbitro e per problemi di comportamento con la stessa Fédération féminine sportive de France. I suoi problemi si acuiscono e allo scadere del termine la sua licenza viene nuovamente sospesa con l'accusa di omosessualità e di comportamento indecente dovuto alla sua abitudine di portare abiti maschili. All'epoca vigeva in Francia, l'obbligo per le donne che volevano vestirsi come gli uomini e indossare i pantaloni, di richiedere una Permission de travestissement. A questo si aggiungeva anche il fatto che Morris era abituata a usare pantaloncini corti durante le competizioni, e costumi aderenti durante le gare di nuoto, il che creava molto scandalo nella società dell'epoca. Morris porta il caso in tribunale, ma purtroppo per lei, il verdetto le è avverso e l'atleta pluridecorata in numerose discipline, viene radiata dalla federazione per l'esempio "deplorable" che offre ai giovani.

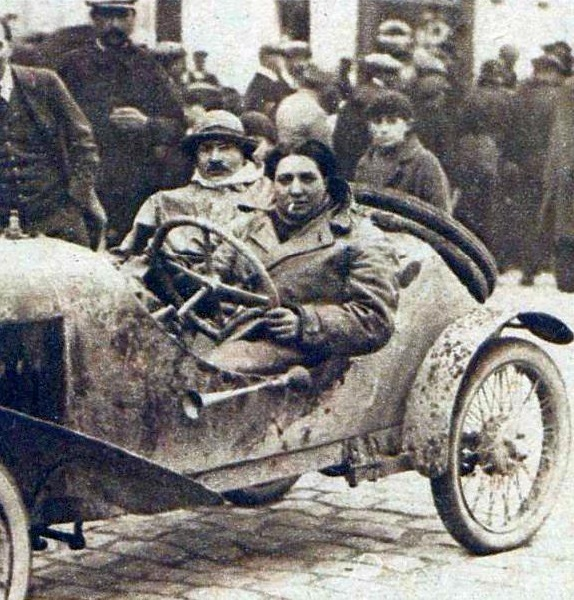
Violette Morris nel 1927

## La vita dopo lo sport
Inizia per lei un periodo particolarmente difficile, anche dal punto di vista economico. Il negozio di accessori automobilistici, aperto nel 1928 fallisce. Decide di ricostruirsi una vita partendo negli Stati Uniti dove diventa l'amica di Joséphine Baker e di Raul Paoli, con il quale le attribuiscono una relazione sentimentale, mai provata. Nel gennaio 1933 rientra a Parigi dove compra una péniche. Decide di prendere delle lezioni di lirica e inizia a prodursi alla radio e in alcuni locali notturni. Nel dicembre 1937 un uomo cerca d'introdursi sulla sua chiatta e nella colluttazione Morris lo uccide. Questo episodio la fa nuovamente assurgere all'onore delle cronache, ma rapidamente l'incidente viene classificato come legittima difesa.
La vita di Morris è scrutata dai giornalisti e così si vocifera che ha una relazione con l'attrice Yvonne de Bray che effettivamente si trasferisce a vivere con lei. Grazie a de Bray conosce Jean Cocteau, che diventerà un amico fraterno, e Jean Marais. Nel 1936 il governo tedesco l'invita alle Olimpiadi di Berlino, a cui lei assiste. Questa partecipazione sarà vista come una macchia gravissima. Raymond Ruffin nel suo libro l'accusa di essere stata l'amante di Heinrich Himmler, oltre ad aver collaborato con i nazisti ed essere arrivata addirittura a praticare la tortura. Nessuna di queste affermazioni è mai stata provata.

## L'assassinio
Il 26 aprile 1944 è uccisa da una sventagliata di colpi da arma da fuoco, sparati da alcuni partigiani del gruppo Maquis Surcouf. Dell'agguato si sa poco. La macchina, che trasportava oltre a lei altre cinque persone, si era bloccata sulla strada fra Épaignes e Lieurey, facilitando l'eliminazione dei passeggeri. Ruffin, che ha sempre avuto un'immagine molto negativa dell'atleta francese afferma che l'agguato fosse stato programmato a seguito di un telegramma degli alleati in cui si chiedeva di eliminarla in quanto spia nazista. Bonnet, l'atra sua biografa, e de Cortanze affermano invece che si sia trattato di un errore e che in realtà l'agguato fosse stato preparato per Alain Boulin che, venuto a conoscenza dei piani, si era fatto sostituire da Morris. Christine Bard e Anne Simonin confermano che dallo studio della biografia di Ruffin e dai documenti pubblici sembra che la collaborazione con la Gestapo sia fortemente improbabile e che questa teoria sia stata elaborata per giustificare l'errore della resistenza francese che, durante l'attentato, aveva ucciso anche due bambini.

## Nella cultura di massa
- 2018 - Violette Morris: À abattre par tous moyens, fumetto di Javi Rey, ed. Futuropolis. ISBN 978-2754821650